# Казімеж Вайс
Казі́меж Вайс (пол. Kazimierz Wais; 6 лютого 1865, Климківка — 9 липня 1934, там само) — польський римо-католицький священник, доктор філософії, професор Богословського наукового закладу в Перемишлі (1895—1909), звичайний професор Львівського університету в 1909—1929 роках, декан богословського факультету в 1911—1912 та 1913—1914 роках, ректор Львівського університету в 1917—1918 академічному році, ректор Львівської духовної семінарії (1918—1919), перший презес Польського Богословського Товариства 1924—1927. Почесний професор Львівського університету, почесний радник Перемишльської єпископської курії.